# Gamasellus nepotulus
Gamasellus nepotulus är en spindeldjursart som beskrevs av Berlese 1908. Gamasellus nepotulus ingår i släktet Gamasellus och familjen Ologamasidae. Inga underarter finns listade i Catalogue of Life.